# Pontiac Streamliner
Pontiac Streamliner – samochód osobowy klasy pełnowymiarowej produkowany pod amerykańską marką Pontiac w latach 1941–1951.

## Pierwsza generacja

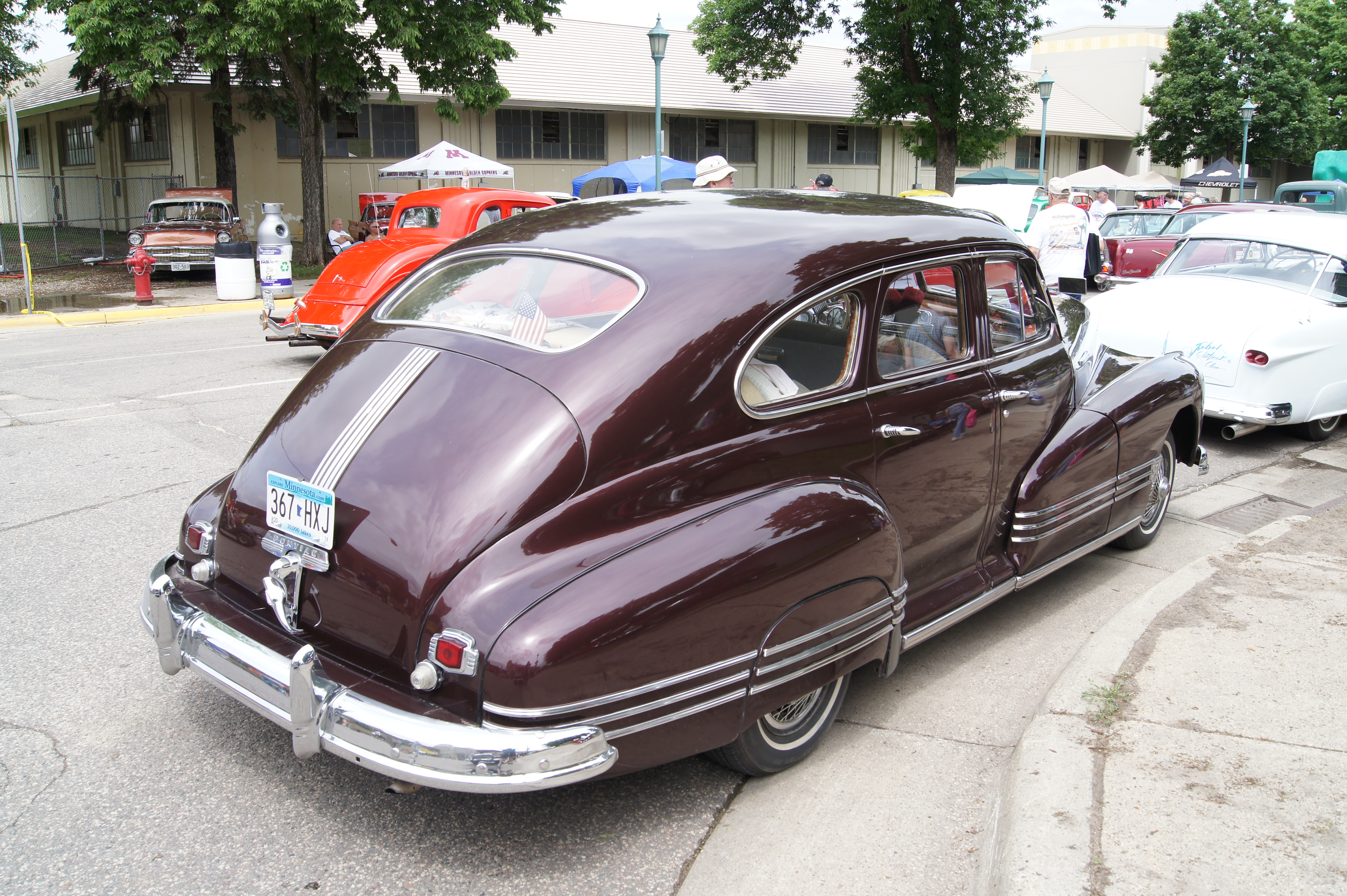
Pontiac Streamliner I - tył

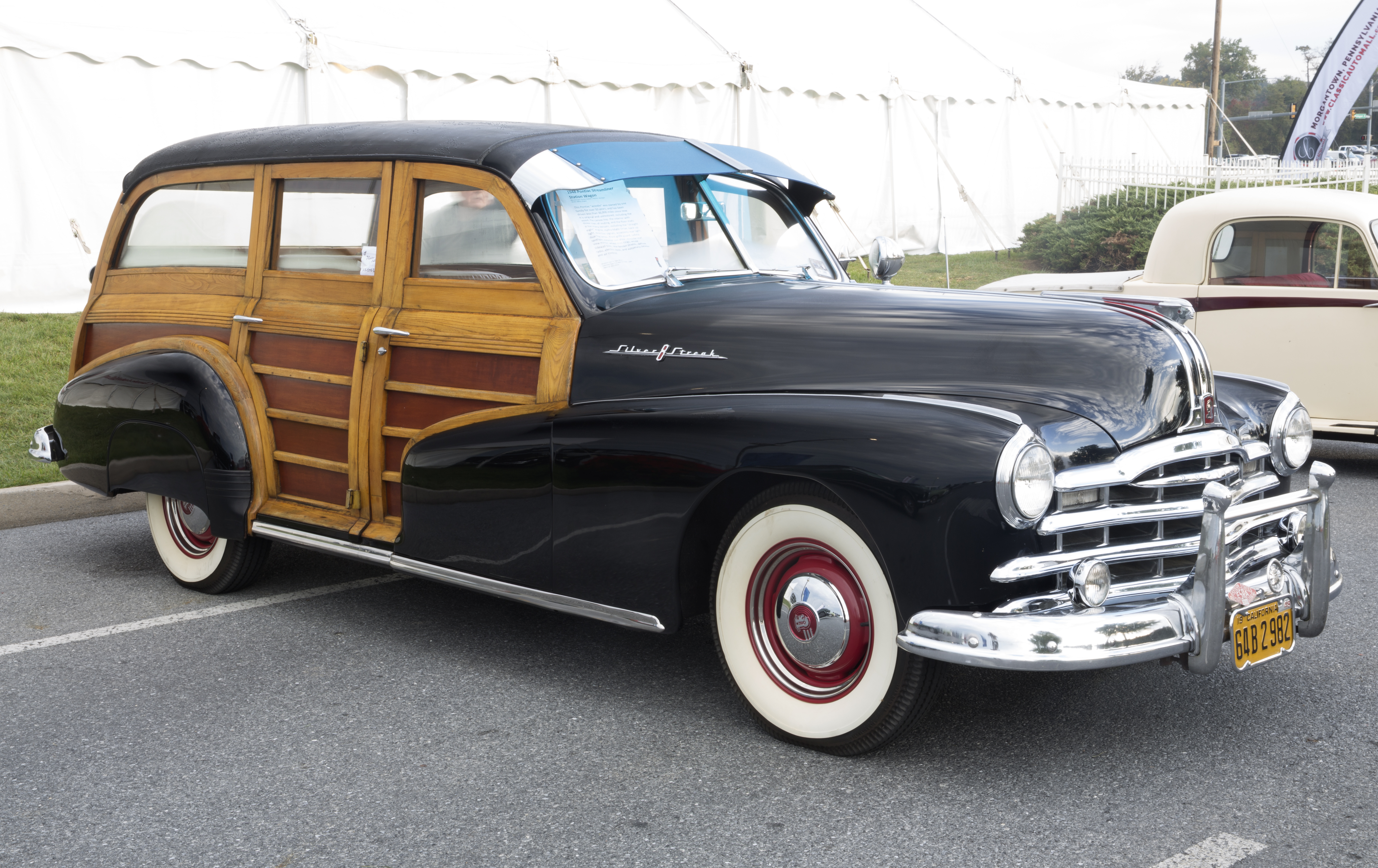
Pontiac Streamliner I Kombi

Pontiac Streamliner I został zaprezentowany po raz pierwszy w 1941 roku.
Model Streamliner poszerzył na początku lat 40. XX wieku ofertę firmy Pontiac jako topowy, luksusowy model plasujący się powyżej mniejszego Torpedo.
Pierwsza generacja utrzymana została w charakterystycznych dla modeli tej marki w pierwszej połowie lat 40. XX wieku proporcjach, wyróżniając się obłymi, wyraźnie zarysowanymi nadkolami, a także dużą chromowaną atrapą chłodnicy i szeroko rozstawionymi okrągłymi reflektorami. Dodatkowo, wariant kombi wyróżniały drewniane okleiny na panelach bocznych.

### Silniki
- L6 3.9l Flathead
- L8 4.1l Silver-Streak

## Druga generacja

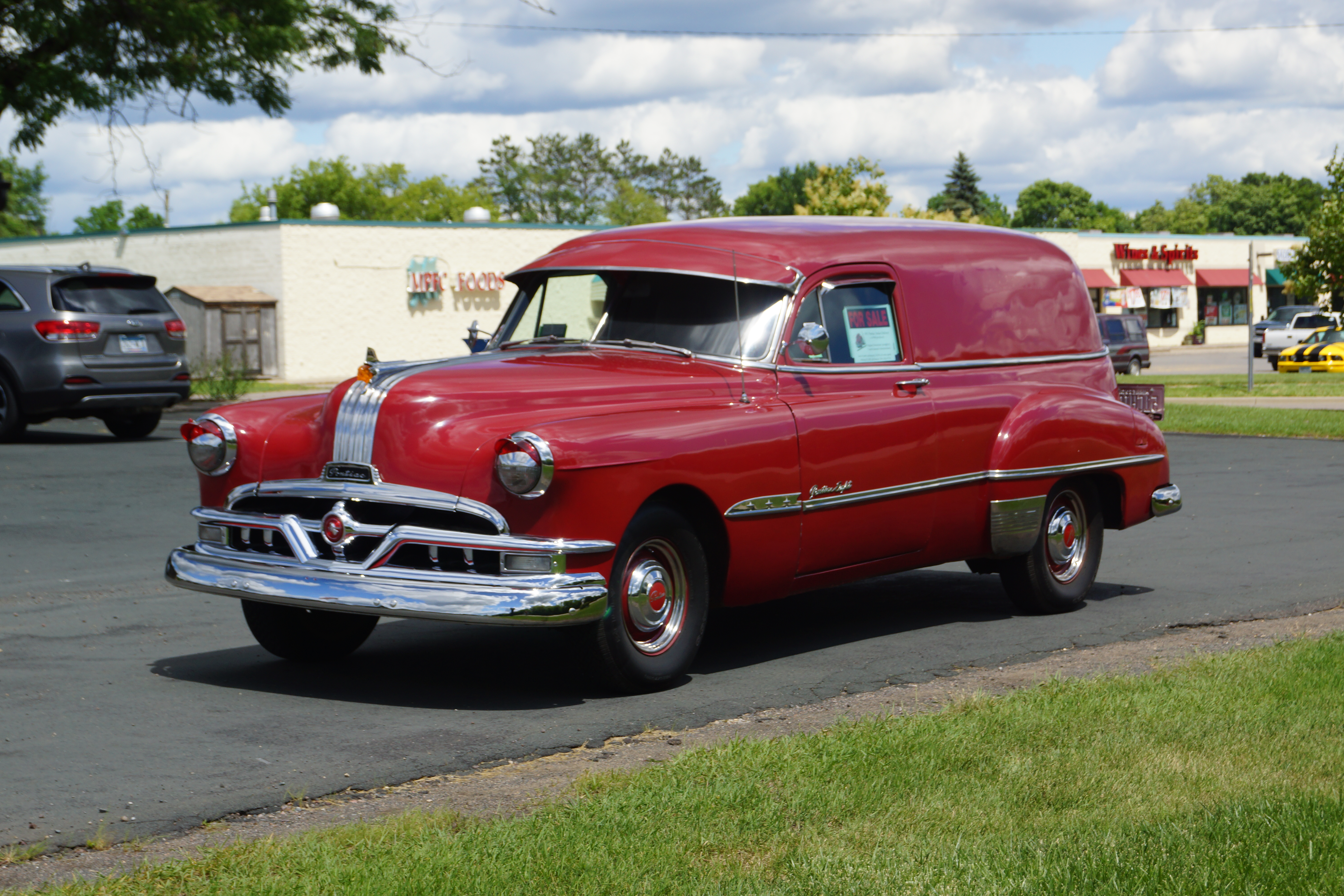
Pontiac Streamliner II Delivery

Pontiac Streamliner II został zaprezentowany po raz pierwszy w 1948 roku.
Druga generacja topowego modelu Streamliner przeszła obszerne modyfikacje wizualne, ponownie opierając się na technice pokrewnych modeli m.in. marek Cadillac i Oldsmobile.
Masywniejszy pas przedni zyskał tym razem większą chromowaną atrapę chłodnicy, a także inaczej ukształtowane nadkola, na których ponownie umieszczone zostały okrągłe reflektory. Nadwozie stało się krótsze, zachowując smukłe proporcje i linie.

### Silniki
- L6 3.9l Flathead
- L8 4.1l Silver-Streak
- L8 4.4l Silver-Streak